# Lista de bairros de Macapá

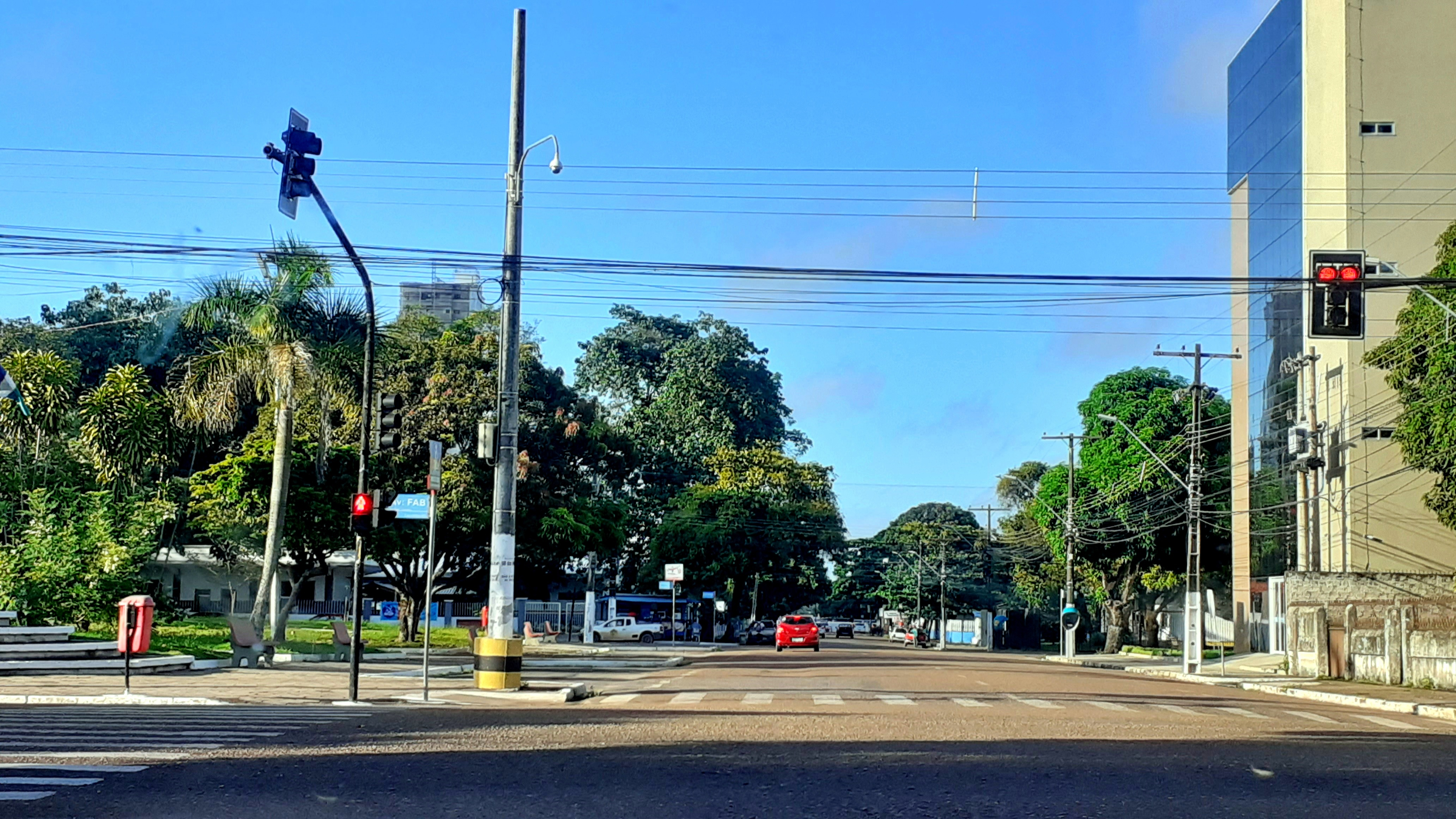
Rua Eliézer Levi no bairro Central

Essa é a lista de bairros de Macapá, que são as divisões oficiais do município brasileiro supracitado, capital do estado do Amapá. Foram levados em consideração os bairros oficiais cadastrados pelos censos demográficos realizados pelo Instituto Brasileiro de Geografia e Estatística (IBGE). Em 2022, segundo o IBGE, Macapá era composta por 64 bairros, conforme também foi reconhecido pelo sistema de geoprocessamento da prefeitura em 2020.
Macapá foi fundada em 4 de fevereiro de 1758. O primeiro bairro da cidade foi o Central, onde se estabeleceram as primeiras famílias e surgiu o núcleo urbano. Nas décadas e séculos seguintes, a formação de novos núcleos habitacionais proporcionou a expansão e configuração da atual zona urbana municipal. A partir de alguns dos povoamentos mais antigos, surgiram bairros como os atuais Laguinho, Trem, Beirol, Pacoval e Perpétuo Socorro.
De acordo com o IBGE em 2022, o bairro mais populoso era o Novo Buritizal, com 23 750 habitantes, sendo seguido pelo Novo Horizonte (19 697 residentes) e Congós (17 777 pessoas). Enquanto a maioria dos bairros se encontram na zona urbana municipal, as áreas periféricas e a zona rural possuem uma divisão em quatro distritos, além da sede. São eles: Bailique, Carapanantuba, Fazendinha e São Joaquim do Pacuí.

## Bairros de Macapá
| Bairro               | Habitantes (2022) | Domicílios particulares (2022) |      |       |       |
| -------------------- | ----------------- | ------------------------------ | ---- | ----- | ----- |
| Bairro               | Habitantes (2022) | Domicílios particulares (2022) | Açaí | 4 748 | 1 365 |
| Alvorada             | 1 937             | 609                            |      |       |       |
| Amazonas             | 2 896             | 815                            |      |       |       |
| Araxá                | 9 520             | 2 436                          |      |       |       |
| Beirol               | 6 591             | 1 971                          |      |       |       |
| Bella Ville          | 245               | 69                             |      |       |       |
| Bioparque            | -                 | -                              |      |       |       |
| Boné Azul            | 4 124             | 1 211                          |      |       |       |
| Brasil Novo          | 13 889            | 3 876                          |      |       |       |
| Buritis              | 6 827             | 1 894                          |      |       |       |
| Buritizal            | 15 194            | 4 704                          |      |       |       |
| Cabralzinho          | 2 721             | 854                            |      |       |       |
| Cajari               | 66                | 23                             |      |       |       |
| Central              | 13 810            | 4 525                          |      |       |       |
| Chefe Clodoaldo      | 2 806             | 848                            |      |       |       |
| Cidade Nova          | 16 103            | 3 971                          |      |       |       |
| Congós               | 17 777            | 4 856                          |      |       |       |
| Coração              | 2 045             | 564                            |      |       |       |
| Fazendinha           | 6 709             | 1 841                          |      |       |       |
| Goiabal              | 2 643             | 782                            |      |       |       |
| Igarapé de Fortaleza | 1 878             | 408                            |      |       |       |
| Ilha Mirim           | 2 028             | 508                            |      |       |       |
| Infraero I           | 8 212             | 2 234                          |      |       |       |
| Infraero II          | 6 038             | 1 767                          |      |       |       |
| Ipê                  | 6 814             | 1 780                          |      |       |       |
| Jardim América       | 8 314             | 2 224                          |      |       |       |
| Jardim das Acácias   | 1 910             | 574                            |      |       |       |
| Jardim Equatorial    | 1 667             | 484                            |      |       |       |
| Jardim Felicidade    | -                 | -                              |      |       |       |
| Jardim Felicidade I  | 11 138            | 3 105                          |      |       |       |
| Jardim Felicidade II | 3 684             | 1 010                          |      |       |       |
| Jardim Marco Zero    | 16 700            | 4 770                          |      |       |       |
| Jesus de Nazaré      | 2 664             | 814                            |      |       |       |
| Lago da Vaca         | 2 891             | 763                            |      |       |       |
| Lagoa Azul           | 1 380             | 359                            |      |       |       |
| Laguinho             | 6 396             | 2 023                          |      |       |       |
| Macapaba             | 11 705            | 3 669                          |      |       |       |
| Marabaixo I          | 3 987             | 472                            |      |       |       |
| Marabaixo II         | 2 857             | 808                            |      |       |       |
| Marabaixo III        | 7 654             | 2 129                          |      |       |       |
| Morada das Palmeiras | 2 946             | 817                            |      |       |       |
| Muca                 | 11 980            | 3 177                          |      |       |       |
| Murici               | 1 247             | 327                            |      |       |       |
| Nova Esperança       | 3 788             | 1 027                          |      |       |       |
| Novo Buritizal       | 23 750            | 6 620                          |      |       |       |
| Novo Horizonte       | 19 697            | 5 341                          |      |       |       |
| Pacoval              | 11 704            | 3 206                          |      |       |       |
| Palácio das Águas    | -                 | -                              |      |       |       |
| Pantanal             | 2 294             | 577                            |      |       |       |
| Parque Aeroportuário | 5 603             | 1 676                          |      |       |       |
| Parque dos Jardins   | 4 761             | 1 493                          |      |       |       |
| Pedrinhas            | 4 700             | 1 283                          |      |       |       |
| Perpétuo Socorro     | 10 204            | 2 730                          |      |       |       |
| Quimômetro Nove      | 1 838             | 459                            |      |       |       |
| Renascer             | 10 547            | 3 097                          |      |       |       |
| Santa Inês           | 5 916             | 1 580                          |      |       |       |
| Santa Rita           | 9 568             | 2 858                          |      |       |       |
| São José             | 1 015             | 291                            |      |       |       |
| São Lázaro           | 6 038             | 1 672                          |      |       |       |
| Sol Nascente         | 680               | 188                            |      |       |       |
| Trem                 | 6 245             | 1 949                          |      |       |       |
| Universidade         | 15 790            | 4 442                          |      |       |       |
| Vale Verde           | 5 302             | 1 300                          |      |       |       |
| Zerão                | 12 978            | 3 537                          |      |       |       |